# Ecofysiologie
De ecofysiologie is een biologische wetenschap die de disciplines ecologie en fysiologie verbindt
In de ecofysiologie wil men begrijpen hoe de wisselwerking verloopt tussen enerzijds de fysiologische processen van dieren en planten en anderzijds de abiotisch en biotische milieufactoren en om welke mechanismen het daarbij gaat.
Binnen de ecofysiologie komen thema's aan de orde zoals:
1. De variatie in de mate waarin planten binnen een soort in staat zijn te overleven bij bijvoorbeeld uiteenlopende zoutgehaltes;
2. De plasticiteit in de fysiologie van planten, zoals het vermogen van een bepaalde plant om zich in de loop van de tijd of generaties aan te passen aan bijvoorbeeld hogere temperaturen;
3. De variatie in de fysiologie van dieren, zoals de mate waarin dieren van een soort zich kunnen verspreiden in een bepaald gebied waarin bijvoorbeeld de voedselrijkdom uiteenloopt
4. De plasticiteit in de fysiologie van dieren, zoals de mate waarin ze zich in de loop van hun leven(scyclus) kunnen aanpassen aan bijvoorbeeld klimaatverandering;
5. De mate waarin en de manier waarop planten zich kunnen wapenen tegen natuurlijke belagers zoals herbivoren of parasieten.
6. De mate en manier waarop planten en dieren hun omgeving kunnen waarnemen;
7. Hoe dieren kunnen leren in veranderende milieuomstandigheden zich anders te gedragen, bijvoorbeeld trekgedrag;
8. Welke milieufactoren en op welke wijze de fysiologie van planten of dieren bepalen.

Milieufactoren die een belangrijke rol spelen in het ecofysiologische onderzoek zijn de beschikbaarheid van nutriënten en water en daarnaast zoutgehalte, CO2/O2-balans, windkracht, bodemstructuur, licht, temperatuur en hoogte.
Het vak wordt gedoceerd aan verschillende universiteiten.

## Voorbeelden van literatuur
- Sidney Donald Bradshaw: Vertebrate Ecophysiology. Cambridge University Press, Cambridge 2003.
- Peter Calow: Evolutionary Physiological Ecology. Cambridge University Press, Cambridge. 1987.
- R. Brouwer & Piet J.C. Kuiper, Leerboek der plantenfysiologie deel 3 - oecofysiologische relaties, A. Oosthoek's uitgeversmaatschappij, 1972.
- Walter Larcher: Physiological Plant Ecology. Springer, 2001.
- B.K. McNab: The Physiological Ecology of Vertebrates: A view from energetics. Comstock Publishing Associates, Ithaca and London, 2002.